# Séburch 14 (Workum)
Séburch 14 in Workum is een monumentaal complex van twee gekoppelde visserswoningen en twee taanhokken in de Friese plaars Workum.

## Beschrijving
De visserswoning aan de Séburch 14 in Workum bestond oorspronkelijk uit twee afzonderlijke panden. De beide woningen dateren vermoedelijke uit de 18e eeuw en zijn na een restauratie samengevoegd tot één woning.
Het witgeverfde pand heeft twee schilddaken met rode pannen. Het linker dak heeft één hoekschoorsteen en het rechter dak heeft twee hoekschoorstenen. Aan dit laatste pand is een zogenaamd taanhok gekoppeld. Een taanhok werd door de vissers gebruikt om met behulp van taan, die gekookt werd in een ketel, hun zeilen en netten bestand te maken tegen het zoute water. Dit taanhok is net als de woning wit geverfd en heeft eveneens een schilddak. Los op het erf staat nog een tweede taanhok van ongeverfde bakstenen en met een zadeldak tussen twee topgeveltjes.
Het pand is erkend als rijksmonument.